# Heartbeat (logiciel)
Pour les articles homonymes, voir Heartbeat.
 (septembre 2012).
 (novembre 2023).
Heartbeat est un logiciel de surveillance de la disponibilité des programmes, pour les systèmes d'exploitation Linux, FreeBSD, OpenBSD, Solaris et MacOS X. Il est distribué depuis [Quand ?] sous licence GPL.
Heartbeat écoute les battements de cœur - des signaux émis par les services d'une grappe de serveurs lorsqu'ils sont opérationnels. Il exécute des scripts d'initialisations lorsqu'une machine tombe (plus d'entente du battement de cœur) ou est à nouveau disponible. Il permet aussi de changer d'adresse IP entre les deux machines à l'aide de mécanismes ARP avancés. Heartbeat fonctionne à partir de deux machines et peut être mis en place pour des architectures réseaux plus complexes.
Les « battements de cœurs » peuvent être prévus de différentes façons :
- Connexion par port série ;
- Connexion ethernet UDP/IP broadcast ;
- Unicast ;
- ping (pour des routeurs, commutateur réseau, etc.).